# Rosanna Schiaffino
Rosanna Schiaffino (Genova, 25 novembre 1939 – Milano, 17 ottobre 2009) è stata un'attrice e modella italiana.

## Biografia

Rosanna Schiaffino con Totò in una scena de La mandragola (1965), di Alberto Lattuada

Iniziò a lavorare come modella — sembra soprattutto su spinta della madre Gelsomina Pensieri (contessa di origine indiana che si faceva chiamare Jasmine), che ne guidò la carriera per vari anni — dopo avere partecipato ad alcuni rotocalchi e vinto vari concorsi di bellezza. Trasferitasi a Roma intorno al 1953, e anni dopo a Milano, l'esordio al cinema avvenne a 16 anni, con un ruolo secondario in Totò lascia o raddoppia? (1956) di Camillo Mastrocinque.
Si impose subito grazie alla sua prorompente e statuaria bellezza mediterranea, ma dimostrò presto anche doti interpretative e versatilità in varie pellicole italiane e straniere, come La sfida (1958), film di esordio di Francesco Rosi, Un ettaro di cielo (1958), Il vendicatore (1959) di William Dieterle, Ferdinando Iº re di Napoli (1959) di Gianni Franciolini, La notte brava (1959) di Mauro Bolognini, La congiura dei potenti (1961) di André Hunebelle e Due settimane in un'altra città (1962) di Vincente Minnelli, con protagonisti Kirk Douglas, Edward G. Robinson e Cyd Charisse.

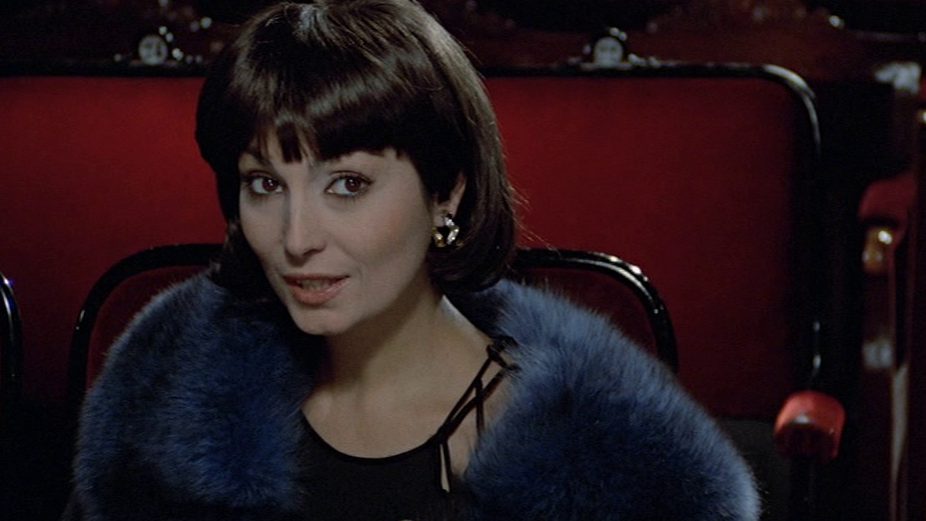
Rosanna Schiaffino in L'assassino ha riservato nove poltrone (1974)

Fu diretta da Roberto Rossellini in un episodio di Ro.Go.Pa.G. (1963), ove partecipò con un piccolo ruolo anche la sorella Maria Pia (scomparsa in un tragico incidente con il figlio nel 1983), e nuovamente da Mauro Bolognini in La corruzione (1963), accanto ad Alain Cuny. Oltre che a lavorare nel cinema europeo, continuò a recitare in film di produzione statunitense quali I vincitori (1963) di Carl Foreman, con George Peppard e Romy Schneider, e Le lunghe navi (1964) di Jack Cardiff, ove affiancò Richard Widmark e Sidney Poitier.
Nel 1965 fu molto apprezzata nell'adattamento di Alberto Lattuada de La mandragola, ove interpretava il ruolo di Lucrezia, per cui venne premiata con una Targa d'oro ai David di Donatello, oltre ad essere stata candidata al Nastro d'argento come migliore attrice protagonista. Sempre nel 1965 recitò accanto a Stewart Granger in A-009 missione Hong Kong di Ernst Hofbauer.
Al culmine della popolarità, nel 1966 fu la protagonista, in coppia con Tony Curtis, della caustica commedia britannica Arrivederci, Baby! di Ken Hughes, cui seguì una partecipazione al film in costume L'avventuriero (1967) di Terence Young, ove ebbe come partner Anthony Quinn e Rita Hayworth. In quegli anni anche vari registi italiani la affiancarono a noti attori stranieri, come Richard Johnson in La strega in amore (1966) di Damiano Damiani, Mel Ferrer in El Greco (1966) di Luciano Salce e Maximilian Schell in Simon Bolivar (1969) di Alessandro Blasetti.
Dalla fine degli anni sessanta partecipò soprattutto a produzioni cinematografiche italiane e talora di minor rilievo, anche se alcune di queste sono poi divenute un cult, come Scacco alla regina (1969) di Pasquale Festa Campanile, Trastevere (1971) di Fausto Tozzi e La Betìa ovvero in amore, per ogni gaudenza, ci vuole sofferenza (1971) di Gianfranco De Bosio. Alla metà degli anni settanta decise di ritirarsi definitivamente dalle scene; le sue ultime apparizioni sul grande schermo e in una produzione televisiva sono state, rispettivamente, in La ragazza dalla pelle di corallo (1976) di Osvaldo Civirani e Don Giovanni in Sicilia (1977) di Guglielmo Morandi.
Colpita nel 1991 da un cancro al seno, s'impegnò a lungo nella lotta contro questa malattia insieme alla Fondazione di Umberto Veronesi, ma morì il 17 ottobre 2009, a 69 anni. Dopo i funerali svoltisi il 19 ottobre nella chiesa di Santa Maria Segreta a Milano, fu tumulata nel cimitero di Portofino, accanto alla madre.

## Vita privata

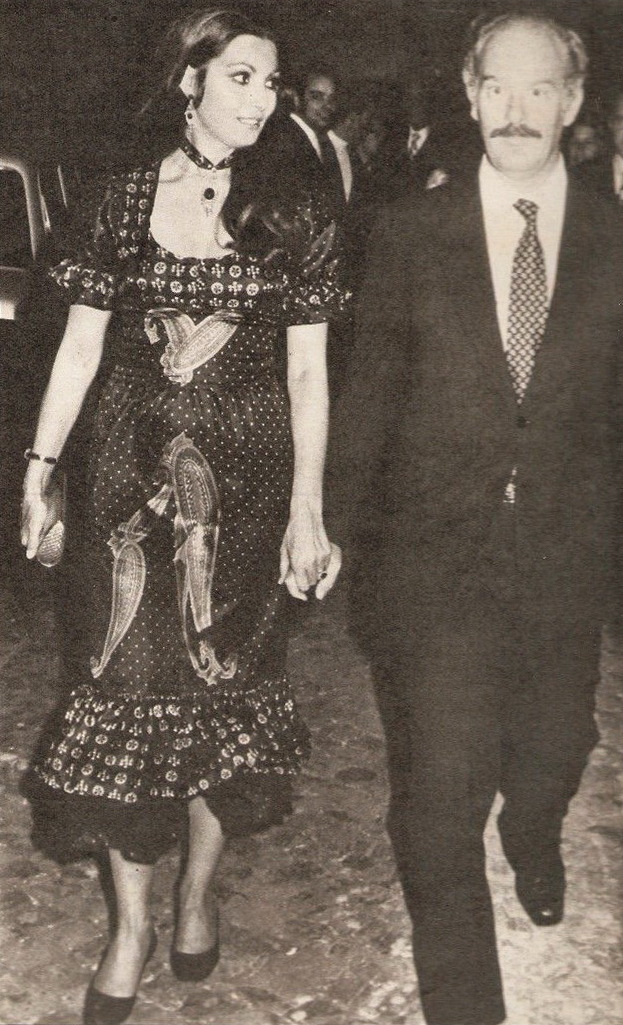
Rosanna Schiaffino insieme ad Alfredo Bini (1971)

È stata sposata due volte: la prima dal 1963 al 1980 con il produttore cinematografico Alfredo Bini, con cui nel 1969 ebbe la figlia Annabella, e dal 1982 con l'imprenditore e velista Giorgio Falck, con cui nel 1981 ebbe il figlio Guido Nanni. Il divorzio da Falck nel 2001 e le battaglie legali per l'affidamento e il mantenimento del figlio, hanno occupato a lungo la cronaca rosa.

## Filmografia

Rosanna Schiaffino nel film La Betìa ovvero in amore, per ogni gaudenza, ci vuole sofferenza (1971)

- Totò lascia o raddoppia?, regia di Camillo Mastrocinque (1956)
- Orlando e i paladini di Francia, regia di Pietro Francisci (1956)
- La sfida, regia di Francesco Rosi (1958)
- Un ettaro di cielo, regia di Aglauco Casadio (1958)
- Il vendicatore, regia di William Dieterle (1959)
- La notte brava, regia di Mauro Bolognini (1959)
- Ferdinando Iº re di Napoli, regia di Gianni Franciolini (1959)
- Schiave bianche (Le bal des espions), regia di Michel Clément e Umberto Scarpelli (1960)
- Teseo contro il minotauro, regia di Silvio Amadio (1960)
- L'onorata società, regia di Riccardo Pazzaglia (1961)
- La Fayette - Una spada per due bandiere (La Fayette), regia di Jean Dréville (1961)
- La congiura dei potenti (Le miracle des loups), regia di André Hunebelle (1961)
- Il ratto delle Sabine, regia di Richard Pottier (1961)
- I briganti italiani, regia di Mario Camerini (1961)
- Il delitto non paga (Le crime ne paie pas), regia di Gérard Oury (1962)
- Due settimane in un'altra città (Two Weeks in Another Town), regia di Vincente Minnelli (1962)
- Donne senza paradiso - La storia di San Michele (Axel Munthe - Der Arzt von San Michele), regia di Giorgio Capitani e Rudolf Jugert (1962)
- La corruzione, regia di Mauro Bolognini (1963)
- Ro.Go.Pa.G., episodio Illibatezza, regia di Roberto Rossellini (1963)
- I vincitori (The Victors), regia di Carl Foreman (1963)
- Le lunghe navi (The Long Ships), regia di Jack Cardiff (1964)
- Sette contro la morte, regia di Edgar G. Ulmer (1964)
- A-009 missione Hong Kong, regia di Ernst Hofbauer (1965)
- La mandragola, regia di Alberto Lattuada (1965)
- La strega in amore, regia di Damiano Damiani (1966)
- El Greco, regia di Luciano Salce (1966)
- Arrivederci, Baby! (Drop Dead Darling), regia di Ken Hughes (1966)
- L'avventuriero, regia di Terence Young (1967)
- Violenza per una monaca (Encrucijada para una monja), regia di Julio Buchs (1967)
- Scacco alla regina, regia di Pasquale Festa Campanile (1969)
- Simon Bolivar (Simón Bolívar), regia di Alessandro Blasetti (1969)
- La Betìa ovvero in amore, per ogni gaudenza, ci vuole sofferenza, regia di Gianfranco de Bosio (1971)
- 7 fois... par jour, regia di Denis Héroux (1971)
- Trastevere, regia di Fausto Tozzi (1971)
- Ettore lo fusto, regia di Enzo G. Castellari (1972)
- Il magnate, regia di Giovanni Grimaldi (1973)
- Lo chiamavano Mezzogiorno (Un hombre llamado Noon), regia di Peter Collinson (1973)
- Gli eroi, regia di Duccio Tessari (1973)
- Il testimone deve tacere, regia di Giuseppe Rosati (1974)
- L'assassino ha riservato nove poltrone, regia di Giuseppe Bennati (1974)
- Commissariato di notturna, regia di Guido Leoni (1974)
- Cagliostro, regia di Daniele Pettinari (1975)
- La trastienda, regia di Jorge Grau (1975)
- La ragazza dalla pelle di corallo, regia di Osvaldo Civirani (1976)
- Don Giovanni in Sicilia, regia di Guglielmo Morandi – miniserie TV (1977)

## Riconoscimenti
- David di Donatello
  - 1966 – Targa d'oro per La mandragola

- Nastro d'argento
  - 1966 – Candidatura alla migliore attrice protagonista per La mandragola
  - 1967 – Candidatura alla migliore attrice protagonista per La strega in amore
  - 1972 – Candidatura alla migliore attrice protagonista per La Betìa ovvero in amore, per ogni gaudenza, ci vuole sofferenza

## Doppiatrici italiane
- Rita Savagnone in La Fayette - Una spada per due bandiere, Il delitto non paga, Ro.Go.Pa.G., Le lunghe navi, Ettore lo fusto, Il magnate
- Maria Pia Di Meo in La congiura dei potenti, I briganti italiani
- Lydia Simoneschi in Totò lascia o raddoppia?
- Vittoria Martello in La sfida
- Gabriella Genta in Un ettaro di cielo
- Adriana De Roberto in Il vendicatore
- Anna Miserocchi in La notte brava
- Clara Bindi in Ferdinando Iº re di Napoli
- Rosetta Calavetta in Teseo contro il minotauro
- Dhia Cristiani in Il ratto delle Sabine
- Noemi Gifuni in Sette contro la morte